# Raphael Diaz
Raphael Diaz (auch Raphael Díaz; * 9. Januar 1986 in Baar) ist ein Schweizer Eishockeyspieler spanischer Abstammung, der seit Juli 2025 erneut beim EV Zug aus der Schweizer National League unter Vertrag steht und dort auf der Position des Verteidigers spielt. Zuvor absolvierte Diaz unter anderem über 200 Partien für die Canadiens de Montréal, Vancouver Canucks, New York Rangers und Calgary Flames in der National Hockey League (NHL). Seine Schwester Daniela war ebenfalls Eishockeyspielerin und arbeitet heute als Trainerin.

## Karriere
Diaz begann seine Karriere als Eishockeyspieler im Nachwuchsbereich des EV Zug, für dessen Profimannschaft er in der Saison 2003/04 sein Debüt in der Nationalliga A (NLA) gab. Zuvor hatte er drei Jahre lang für die A-Junioren des EV Zug in der Elite-Junioren A-Liga gespielt. In seinem Rookiejahr erzielte der Verteidiger in 43 Spielen zwei Tore und gab eine Vorlage. Bis zum Saisonende 2010/11 spielte er ausschliesslich in der NLA für den EV Zug, bei denen er einen Stammplatz hatte. Durch seinen Aufstieg zu einem der besten Schweizer Verteidiger wurde im Jahr 2010 über einen Abgang spekuliert. Diaz verlängerte aber seinen Vertrag bei Zug bis ins Jahr 2016, wobei im Kontrakt eine Ausstiegsklausel für die National Hockey League (NHL) enthalten war.

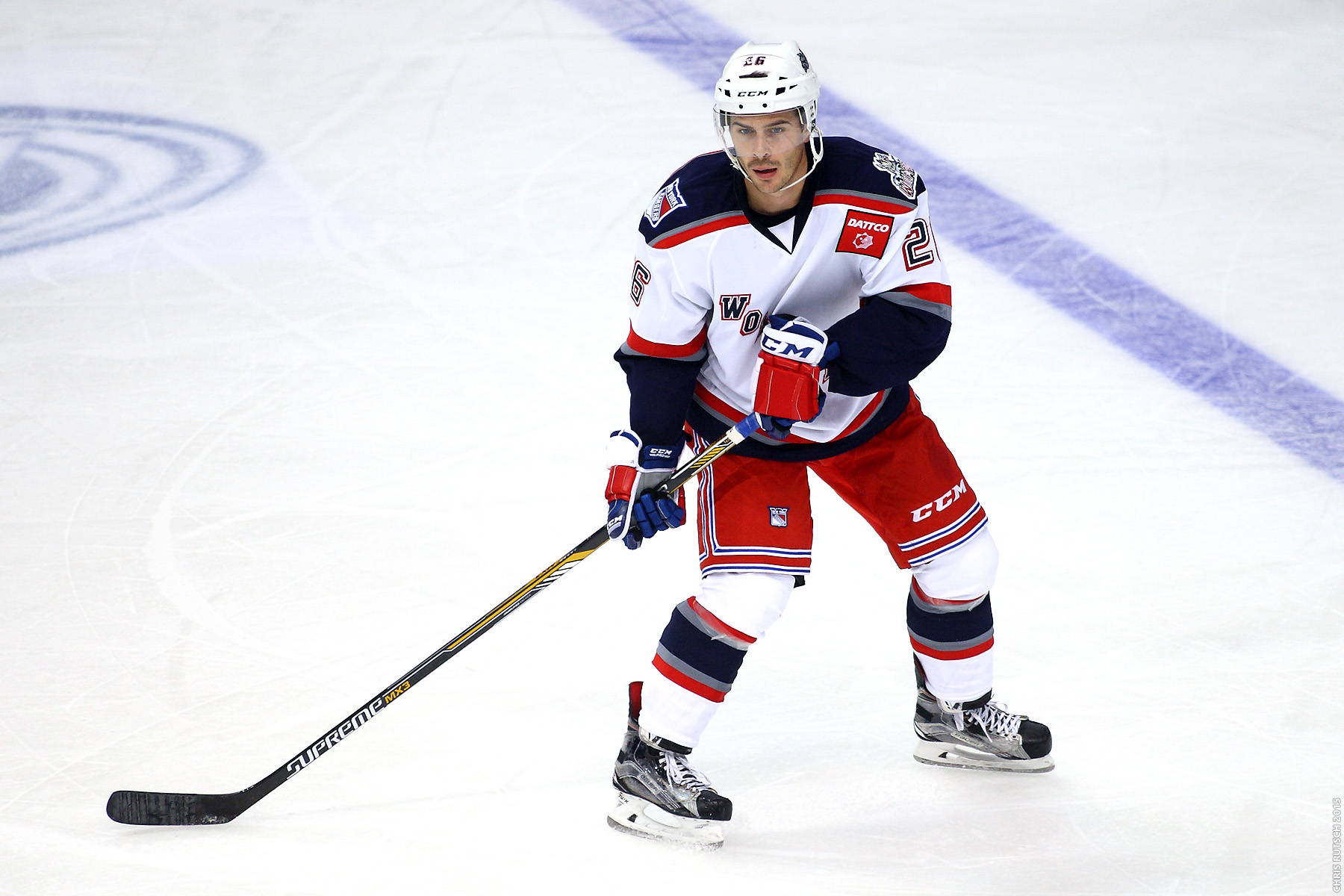
Diaz im Trikot des Hartford Wolf Pack (2015)

Im Mai 2011 unterschrieb er einen Zweiwegevertrag für ein Jahr bei den Canadiens de Montréal aus der NHL und konnte sich in seiner ersten Saison bei den Canadiens einen Stammplatz in der Verteidigung sichern. Sein erstes Tor gelang Diaz am 18. Oktober 2011 im Heimspiel gegen die Buffalo Sabres. Für die Zeit des NHL-Lockouts 2012/13 kehrte Diaz aufgrund des Lockouts zunächst zurück zu seinem Stammverein EV Zug. Am 3. Februar 2014 wurde er im Austausch für Dale Weise zu den Vancouver Canucks transferiert, die ihn wiederum einen Monat später, kurz vor der Trade Deadline im Tausch gegen ein Wahlrecht an die New York Rangers abgaben. Sein Vertrag in New York wurde nach Saisonende nicht verlängert, sodass Diaz erneut auf der Suche nach einem neuen Arbeitgeber war. Diesen fand er am 6. Oktober 2014, als er einen Einjahresvertrag bei den Calgary Flames unterschrieb. Nach diesem Jahr in Calgary kehrte Diaz als Free Agent wieder zu den New York Rangers zurück. Diese gaben ihn im Rahmen der Vorbereitung auf die Saison 2015/16 ans Hartford Wolf Pack ab. Diaz verbrachte nahezu die komplette Saison in der American Hockey League und unterzeichnete daher bereits im Dezember 2015 einen neuen Fünfjahresvertrag beim EV Zug, zu dem er zur Spielzeit 2016/17 zurückkehrte.
Während der fünf Spielzeiten – vier davon als Mannschaftskapitän – gehörte der Verteidiger zu den besten Spielern auf seiner Position und gewann mit dem Verein im Jahr 2019 den Schweizer Cup. Gekrönt wurde das Arbeitsverhältnis mit dem Gewinn der Schweizer Meisterschaft im Frühjahr 2021, nachdem es in den Jahren 2017 und 2019 jeweils nur zur Vizemeisterschaft gereicht hatte. Zur Saison 2021/22 wechselte Diaz zum Ligarivalen Fribourg-Gottéron, wo er bereits im Januar 2021 einen Vierjahresvertrag bis zum Sommer 2025 unterzeichnet hatte. Nachdem er diesen erfüllt hatte, kehrte der Verteidiger erneut zum EVZ zurück.

### International
Mit der Schweizer Eishockeynationalmannschaft nahm Diaz an der U18-Junioren-Weltmeisterschaft der Division I 2004 sowie den U20-Junioren-Weltmeisterschaften 2005 und 2006 teil. Des Weiteren stand er im Aufgebot der Schweiz bei den Weltmeisterschaften 2008 sowie 2011 und nahm an den Olympischen Winterspielen 2010 in Vancouver teil.
Bei der Weltmeisterschaft 2013 in Stockholm und Helsinki war er erneut Teil der Nationalmannschaft und errang mit dieser die Silbermedaille. Nach weiteren Einsätzen bei den Weltmeisterschaften 2016 und 2017 sowie den Olympischen Winterspielen 2014 und 2018 errang Diaz bei der Weltmeisterschaft 2018 erneut die Silbermedaille. Weitere Einsätze folgten bei den Welttitelkämpfen 2019 und 2021 und den Olympischen Winterspielen 2022.

## Erfolge und Auszeichnungen
| - 2003 Schweizer Juniorenmeister mit dem EV Zug - 2004 Schweizer Juniorenmeister mit dem EV Zug - 2011 Bester Verteidiger der National League A - 2011 NLA Media All-Star Team - 2011 NLA Media Swiss All-Star Team - 2012 Teilnahme an der NHL All-Star Game SuperSkills Competition - 2013 Bester Verteidiger der National League A - 2013 NLA Media Lockout All-Star Team - 2017 Schweizer Vizemeister mit dem EV Zug - 2017 NLA Media All-Star Team | - 2017 NLA Media Swiss All-Star Team - 2018 NL Media Swiss All-Star Team - 2019 Schweizer Cupsieger mit dem EV Zug - 2019 Schweizer Vizemeister mit dem EV Zug - 2019 Bester Verteidiger der National League - 2019 NL Media All-Star Team - 2019 NL Media Swiss All-Star Team - 2020 NL Media Swiss All-Star Team - 2021 Schweizer Meister mit dem EV Zug - 2024 Spengler-Cup-Gewinn mit Fribourg-Gottéron |

### International
- 2004 Aufstieg in die Top-Division bei der U18-Junioren-Weltmeisterschaft der Division I
- 2013 Silbermedaille bei der Weltmeisterschaft
- 2018 Silbermedaille bei der Weltmeisterschaft

## Karrierestatistik
Stand: Ende der Saison 2024/25

### International
Vertrat die Schweiz bei:
| - U18-Junioren-Weltmeisterschaft der Division I 2004 - U20-Junioren-Weltmeisterschaft 2005 - U20-Junioren-Weltmeisterschaft 2006 - Weltmeisterschaft 2008 - Olympischen Winterspielen 2010 - Weltmeisterschaft 2011 - Weltmeisterschaft 2013 - Olympischen Winterspielen 2014 | - Weltmeisterschaft 2016 - Weltmeisterschaft 2017 - Olympischen Winterspielen 2018 - Weltmeisterschaft 2018 - Weltmeisterschaft 2019 - Weltmeisterschaft 2021 - Olympischen Winterspielen 2022 |

(Legende zur Spielerstatistik: Sp oder GP = absolvierte Spiele; T oder G = erzielte Tore; V oder A = erzielte Assists; Pkt oder Pts = erzielte Scorerpunkte; SM oder PIM = erhaltene Strafminuten; +/− = Plus/Minus-Bilanz; PP = erzielte Überzahltore; SH = erzielte Unterzahltore; GW = erzielte Siegtore; 1 Play-downs/Relegation; Kursiv: Statistik nicht vollständig)